# Katarzyna Jeż
Katarzyna Jeż, z d. Pochłód, primo voto Romanow (ur. 29 grudnia 1970 w Jeleniej Górze) – polska piłkarka ręczna, reprezentantka Polski, medalistka mistrzostw Polski, dwukrotnie najlepszy strzelec polskiej ekstraklasy.

## Kariera sportowa
W wieku 15 lat była powoływana do reprezentacji Polski juniorek młodszych, w 1988 zdobyła brązowy medal mistrzostw Polski juniorek. jako zawodniczka KS Karkonosze Jelenia Góra debiutowała w 1992 w ekstraklasie, od 1996 była zawodniczką nowo utworzonego MKS Jelfa Jelenia Góra, w sezonie 1996/1997 występowała w barwach belgijskiej drużyny S.C Neerpelt. Od 1997 ponownie występowała w Jelfie, w sezonach 1998/1999 i 2001/2002 została najlepszym strzelcem ligi, zdobywając odpowiednio 341 i 131 bramek. W sezonie 2002/2003 była zawodniczką duńskiej drużyny Randers HK, następnie powróciła do Jelfy i w 2004 zdobyła brązowy medal mistrzostw Polski. W sezonie 2004/2005 występowała w AZS Politechnika Koszalin, następnie znów w Jeleniej Górze (w zespole pod nazwą Finepharm Jelenia Góra), w sezonie 2006/2007 w niemieckiej drużynie HC Sachsen Neustadt-Sebnitz, następnie kolejny raz w klubie z Jeleniej Góry, tym razem pod nazwą Carlos-Astol Jelenia Góra, występując jako grający asystent trenera. Pod koniec 2008 stała się głównym udziałowcem klubu, ale już na początku 2009 odstąpiła prawo do gry w ekstraklasie nowo powstałemu KPR Jelenia Góra.
W reprezentacji Polski seniorów wystąpiła 9 razy w latach 1998-1999, zdobywając 3 bramki.
W 1996 ukończyła studia w Akademii Wychowania Fizycznego we Wrocławiu.
W barwach KPR Jelenia Góra występowała jej córka, Marta Romanow.